# Aertgen van Leyden

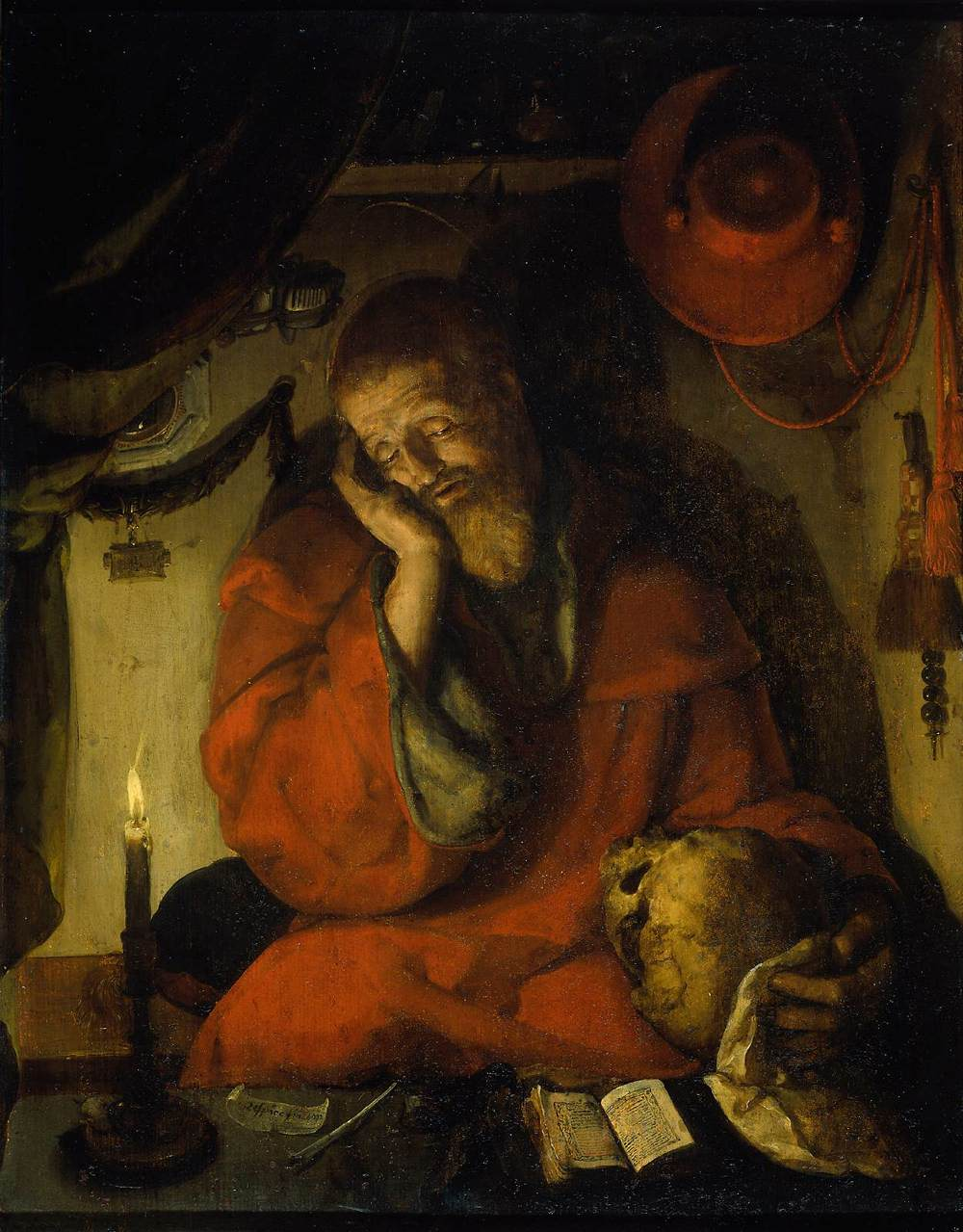
De heilige Hieronymus, ca. 1520.

Aertgen Claesz. van Leyden (Leiden, ca. 1498 - aldaar, ca. 1564), ook wel Allaert van Leyden, Aert van Leyden of Aert Claesz. geheten, was een 16e-eeuwse Nederlandse kunstschilder, tekenaar en ontwerper van gebrandschilderd glas. Werk van deze schilder bevindt zich in het Rijksmuseum in Amsterdam, Stedelijk Museum De Lakenhal in Leiden, het Metropolitan Museum of Art in New York en Museo Thyssen-Bornemisza in Madrid.
Volgens Karel van Mander (1604) was Van Leyden een zoon van een Leidse volder. In 1516 werd hij leerling van de Leidse schilder Cornelis Engebrechtsz. Sommige bronnen noemen Aertgen van Leyden onterecht als broer van Lucas van Leyden; deze was in werkelijkheid de zoon van de schilder Hugo Jacobsz.
Van Leydens vroege werk was sterk beïnvloed door de stijl van Engebrechtsz., terwijl zijn latere werk invloeden toont van onder meer Jan van Scorel en Maarten van Heemskerck. Van Leydens stijl was zeer divers en veranderlijk, wat het moeilijk maakt om schilderijen met zekerheid aan hem toe te schrijven. De meeste van zijn schilderijen werden aan anderen toegeschreven; pas in de 20e eeuw werd een aantal werken door kunsthistorici toegekend aan Van Leyden. Hieronder waren een drieluik van het Laatste Oordeel dat in 1969 werd ontdekt in Valenciennes, en een schilderij in het Rijksmuseum, De roeping van Sint Antonius, dat tot 1960 aan Lucas van Leyden werd toegeschreven.
Volgens de Leidse stadsarchieven woonde en werkte Aertgen van Leyden in Leiden van 1521 tot 1564. In 1564 verdronk hij in de Vollersgracht in Leiden.
Aertgen van Leydens werk was ook na zijn dood gewild. Zo had Rubens een van zijn schilderijen in bezit. Ook op de lijst van bezittingen van Rembrandt uit 1656 komen meerdere werken van Aertgen van Leyden voor.
Stedelijk Museum De Lakenhal in Leiden kocht in 2009 een drieluik van Aertgen van Leyden uit ca. 1530 aan. Het werk, dat het Laatste Oordeel toont, zal deel uitmaken van de overzichtstentoonstelling over Lucas van Leyden die De Lakenhal in 2011 wil organiseren in samenwerking met het Rijksmuseum en het Metropolitan Museum of Art.
|  |

- Biblioteca Nacional de España: XX5027192
- Biografisch Portaal: 01507527
- Gemeinsame Normdatei: 123592623
- International Standard Name Identifier: 0000 0001 0779 6396
- KulturNav: 2d34d385-0d18-4793-b328-6b2c6c56492d
- Nederlandse Thesaurus van Auteursnamen: 097568309
- RKD-Nederlands Instituut voor Kunstgeschiedenis: 17005
- SNAC: w6tm8cwq
- Système universitaire de documentation: 254219667
- Union List of Artist Names: 500009793
- Virtual International Authority File: 35367942
- WorldCat: E39PBJd8cpYffj3tRRfGqfBHG3